# Changesonebowie
Changesonebowie es un álbum recopilatorio por el músico británico David Bowie, publicado por RCA Records en 1976. El álbum cubre las canciones durante la carrera de Bowie desde 1969 hasta 1976.
Dos de las canciones, "Ziggy Stardust" y "Suffragette City" nunca fueron lanzadas como sencillos cuando Changesonebowie fue publicado. Sin embargo, "Ziggy Stardust" sirvió como lado B para el lanzamiento de sencillo de "The Jean Genie" el 24 de noviembre de 1972  y más tarde "Suffragette City" fue publicado como sencillo el 9 de junio de 1976 para ayudar a promocionar el álbum.
El álbum fue seguido por el álbum recopilatorio de 1981, Changestwobowie.

## Lista de canciones
| Lado uno |                          |                          |          |  |
| N.º      | Título                   | Lanzamiento original     | Duración |  |
| 1.       | «Space Oddity»           | David Bowie, 1969        | 5:18     |  |
| 2.       | «John, I'm Only Dancing» | Sencillo sin álbum, 1972 | 2:46     |  |
| 3.       | «Changes»                | Hunky Dory, 1971         | 3:37     |  |
| 4.       | «Ziggy Stardust»         | Ziggy Stardust, 1972     | 3:13     |  |
| 5.       | «Suffragette City»       | Ziggy Stardust, 1972     | 3:28     |  |
| 6.       | «The Jean Genie»         | Aladdin Sane, 1973       | 4:08     |  |

| Lado dos |                   |                          |          |  |
| N.º      | Título            | Lanzamiento original     | Duración |  |
| 1.       | «Diamond Dogs»    | Diamond Dogs, 1974       | 6:06     |  |
| 2.       | «Rebel Rebel»     | Diamond Dogs, 1974       | 4:33     |  |
| 3.       | «Young Americans» | Young Americans, 1975    | 5:13     |  |
| 4.       | «Fame»            | Young Americans, 1975    | 4:24     |  |
| 5.       | «Golden Years»    | Station to Station, 1976 | 4:03     |  |

## Posicionamiento
| Gráfica (1976)                    | Pico de posición |
| --------------------------------- | ---------------- |
| Nueva Zelanda (Recorded Music NZ) | 8                |
| Reino Unido (UK Albums Chart)     | 2                |
| Estados Unidos (Billboard 200)    | 10               |

| Gráfica (2016)              | Pico de posición |
| --------------------------- | ---------------- |
| Bélgica (Ultratop flamenca) | 59               |
| Bélgica (Ultratop valona)   | 89               |
| Francia (SNEP)              | 197              |
| Hungría (MAHASZ)            | 14               |
| Irlanda (IRMA)              | 49               |